# Тахуата
Тахуата (фр. Tahuata) — остров в Южной группе Маркизских островов. Отделён от ближайшего острова Хива-Оа 3-километровым проливом.

## География

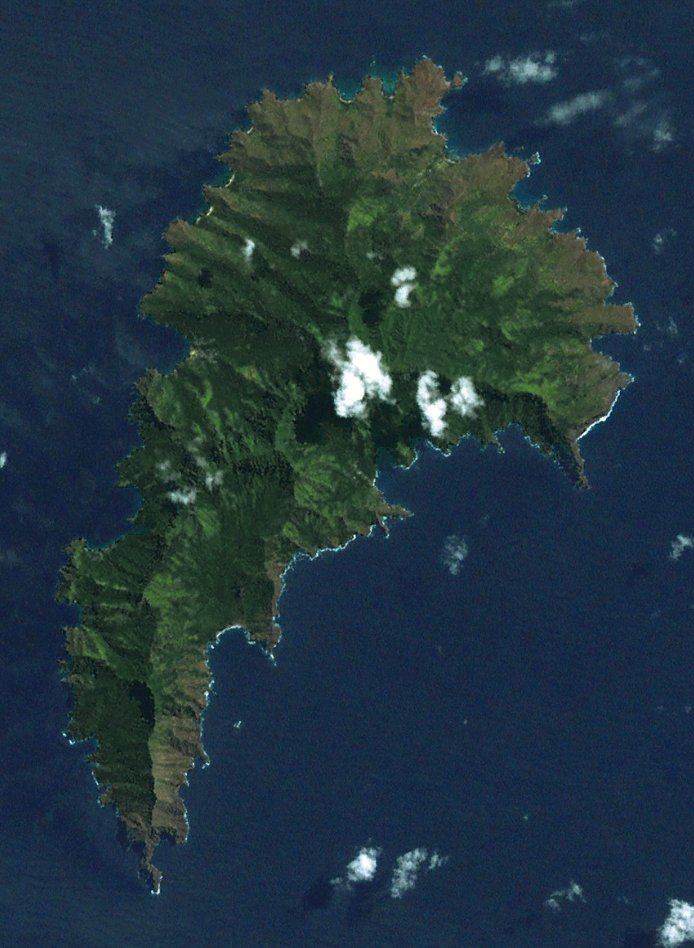
Остров Тахуата

Остров имеет форму полумесяца, длина которого составляет 15 км. В центре острова с севера на юг проходит горный хребет, высота которого достигает 1050 м. Тахуата — единственный остров среди Маркизских островов коралловой формации.

## История
Остров был открыт испанским мореплавателем Альваро Менданьей в 1595 году. В ходе пребывания испанцев на острове было убито 200 человек, что негативно сказалось на будущих визитах европейцев. Первые попытки христианизации были предприняты протестантскими миссионерами в 1797 году и католическими в 1839 году, но все они не увенчались успехом. В 1842 году остров был аннексирован Францией.

## Административное деление
Остров Тахуата — коммуна, входящая в состав административного подразделения Маркизские острова.

## Население
В 2007 году численность населения Тахуата составляла 671 человек, которые проживали в четырёх поселениях: Ваитаху (Vaitahu), Хапатони (Hapatoni), Мотопу (Motopu) и Ханатетена (Hanatetena).

## Экономика
Основным занятием местных жителей является сельское хозяйство. До 1980-х годов островитяне выращивали кофе.